# هایمی اوردیالز
هایمیاوردیالز (انگلیسی: Jaime Ordiales؛ زادهٔ ۲۳ دسامبر ۱۹۶۳) یک بازیکن فوتبال اهل مکزیک است.
وی همچنین در تیم ملی فوتبال مکزیک بازی کرده‌است.